# Portada/efemèride desembre 5
Antoni Rovira i Virgili
« 4 de desembre · 5 de desembre · 6 de desembre »